# Silvio Sericano
Silvio Attilio Sericano († 1957) war ein italienischer Geistlicher und Diplomat.

## Werdegang
Sericano stammte aus Tortona. 1925 wurde er Mitglied des diplomatischen Corps des Heiligen Stuhls. Er war zunächst Beigeordneter für Costa Rica, Nicaragua, Honduras, Panama und El Salvador. 1926 wurde er zum Sekretär für Mittelamerika, 1929 zum Sekretär für Österreich und 1933 zum Auditor für Österreich ernannt.
Ab 1936 war er Geschäftsträger bei der demokratisch gewählten Regierung von Spanien in Valencia. 1937 wurde er Beigeordneter im Dienst des Staatssekretariats des Vatikans und 1939 Nuntiaturrat im Dienst der 1. Abteilung des Staatssekretariats. Von 1940 bis zu seinem Tod war er Untersekretär für die außerordentlichen Angelegenheiten im Staatssekretariat.

## Ehrungen
- 1925: Ehrenkämmerer mit violettem Umhang
- 1936: Hausprälat Seiner Heiligkeit
- 1953: Großes Verdienstkreuz mit Stern der Bundesrepublik Deutschland